# Молотилов, Станислав Владиславович
Станислав Владиславович Молотилов (род. 10 марта 1955) — советский легкоатлет, специалист по прыжкам в высоту. Выступал на всесоюзном уровне в 1970-х годах, серебряный призёр чемпионата СССР, победитель первенств всесоюзного и всероссийского значения, участник чемпионата Европы в Риме. Представлял Московскую область и спортивное общество «Спартак».

## Биография
Станислав Молотилов родился 10 марта 1955 года. Занимался лёгкой атлетикой в Московской области, выступал за добровольное спортивное общество «Спартак».
Впервые заявил о себе на международном уровне в сезоне 1974 года, когда в составе советской сборной выступил на турнире в американской Сиене, где с результатом 2,21 занял в прыжках в высоту второе место. Благодаря череде успешных выступлений удостоился права защищать честь страны на чемпионате Европы в Риме — на предварительном квалификационном этапе прыгнул на 2,11 метра, чего оказалось недостаточно для выхода в финал.
В 1975 году одержал победу на соревнованиях в Ленинграде.
В январе 1977 года на всесоюзном турнире в Минске выиграл серебряную медаль и установил личный рекорд в прыжках в высоту в помещении — 2,27 метра, тогда как в феврале на зимнем чемпионате СССР в Минске взял бронзу. Летом победил в матчевой встрече со сборной ФРГ в Сочи, показал третий результат в матчевой встрече со сборными ГДР и Польши в Карл-Маркс-Штадте.
В 1978 году был лучшим на турнире в помещении в Москве, превзошёл всех соперников на соревнованиях в Подольске, установив при этом личный рекорд на открытом стадионе — 2,25 метра, завоевал золото в Сочи. На чемпионате СССР в Тбилиси получил серебро, уступив только Александру Григорьеву. Григорьев, установивший в то время всесоюзный рекорд, отмечал, что и Молотилову было под силу его установить:

У нас был негласный спор, кто первым превзойдёт эту высоту. Рекорд я установил на Кубке Риги, а в это же время в Сочи проходили другие соревнования. Там выступал мой товарищ Стас Молотилов, который тоже был готов побить рекорд. Поэтому я заказал планку не 2,29, а 2,30. С запасом, так сказать. Оказалось, напрасно перестраховывался. Я свою высоту взял без проблем, а вот Стас выступил неудачно.
— Александр Григорьев
В феврале 1979 года Станислав Молотилов выиграл серебряную медаль на всесоюзном старте в Вильнюсе.
В 1980 году стал серебряным призёром на соревнованиях в Свердловске.
Окончил Московский областной государственный институт физической культуры.